# Arthur Sulley
Arthur Lindsay Sulley (* 8. November 1906 in Guisborough; † 7. November 1994 in Derby) war ein britischer Steuermann im Rudern. 
Bei den Olympischen Spielen 1928 in Amsterdam steuerte Sulley den britischen Vierer mit Steuermann und den britischen Achter. Mit dem Vierer schied er im Vorlauf gegen das ungarische Boot aus. Der britische Achter vom Thames Rowing Club gewann seinen Vorlauf gegen die Italiener, den Zwischenlauf gegen die Polen und das Viertelfinale gegen das deutsche Boot. Im Finale unterlagen die Briten mit 2,4 Sekunden Rückstand auf den US-Achter.
Sulley war 1928 und 1929 beim Boat Race Steuermann des siegreichen Achters der University of Cambridge. Später war er im Ehrenamt Trainer beim Thames Rowing Club. Seine drei Söhne waren alle als Steuermann im Rudersport aktiv. Im Zivilleben war Sulley zuerst Manager bei einer Firma, die Eisenbahneruniformen produzierte. Danach gründete er eine Verleihfirma für Arbeitskleidung. 